# Podvine
Podvine este o localitate din comuna Šentjur, Slovenia, cu o populație de 70 de locuitori.